# ژان-پل سارتر (کتاب)
ژان-پل سارتر کتابی از هنری پیر است که در آن نویسنده به تحلیل زندگی و آثار ژان-پل سارتر می‌پردازد.

## نقد
لئون رودیز، نثر این کتاب را جذاب و هوشمندانه می‌داند.

## ترجمهٔ فارسی
این کتاب با ترجمهٔ ابوالحسن نجفی و احمد میرعلایی در سال ۱۳۵۶ از سوی نشر کتاب زمان منتشر شد.